# Mojzesov vodnjak, Dijon
Mojzesov vodnjak (francosko Puits de Moïse) je monumentalna skulptura, priznana kot mojstrovina nizozemskega umetnika Clausa Sluterja (1340–1405–06), pri čemer je pomagal njegov nečak Claus de Werve. Izdelal jo je Sluter v svoji delavnici v letih 1395–1403 za kartuzijanski samostan Chartreuse de Champmol, ki ga je kot grobišče zgradil burgundski vojvoda Filip Drzni tik pred burgundsko prestolnico Dijon, danes v Franciji.

## Ustvarjanje
Delo je bilo izvedeno za Filipa Drznega v slogu, ki združuje eleganco mednarodne gotike s severnjaškim realizmom, vendar z monumentalno kakovostjo, ki je nenavadna za oba. Izklesano je bilo iz kamna, pridobljenega v Asnièresu blizu Dijona, in je obsegalo velik prizor Križanja ali Kalvarijo z visokim vitkim križem, ki krasi šesterokotno podlago, obdano s figurami šestih prerokov, ki so predvideli Kristusovo smrt na križu (Mojzes, David, Jeremija, Zaharija, Daniel in Izaija). Na vitkih kolonetah na vogalih med temi preroki stoji šest jokajočih angelov. Vse figure, vključno z izgubljeno skupino Kalvarija, je poslikal in pozlatil Jean Malouel, nekaj te barve se je ohranilo. Zahvaljujoč ohranjenim vojvodskim poročilom sta naročilo in tekoče delo nenavadno dobro dokumentirana. Tradicionalno se je domnevalo, da je prizor na Kalvariji vključeval Devico Marijo, Marijo Magdaleno in sv. Janeza, čeprav novejše raziskave (ki temeljijo na natančnem branju arhivov in pregledu pritrdilnih točk na vrhu podstavka) kažejo, da je bila le ena figura, Magdalena, ki objema vznožje križa.
Delo vsebuje tudi kriptoportret Filipa Drznega kot Jeremija, priljubljenega preroka kartuzijanskega reda. V primerjavi s kipom Filipa Drznega na portalu cerkve sta si kipa izjemno podobna: izrazita, zaobljena brada, velik nos, globoko postavljene oči z značilnimi obokanimi obrvmi. Jeremija je tudi edina figura, ki ni upodobljena v modri ali zlati barvi, nosi vijolično in zeleno, barve burgundca.
Struktura je bila prvotno sestavljena iz štirih elementov: samega vodnjaka, globokega približno štiri metre, ki ga je napajala voda iz bližnje reke Ouche, šesterokotnega slopa, vkopanega v sredino vodnjaka (okrašenega s preroki in angeli), terase s premerom 2,8 metra, ki stoji na vrhu stebra, in križa, ki se dviga iz središča.

## Varstvo
Stavba, ki obdaja vodnjak, je na osrednjem dvorišču takratnega glavnega križnega hodnika in je bila dodana v 17. stoletju, ko so zgornji deli dela že trpeli zaradi vremenskih vplivov. Delo je bilo dodatno poškodovano leta 1791 med francosko revolucijo. Ime Mojzesov vodnjak (francosko Puits de Moïse) se pojavi v 19. stoletju.
Ohranili so se le fragmenti Križanja, vključno z glavo in trupom Kristusa; zdaj so shranjeni v Arheološkem muzeju v Dijonu. Šesterokotni podstavek s skulpturami je ostal v današnjem Hospital de la Chartreuse in si ga lahko ogledajo turisti.